# 风兰属
风兰属（学名：Neofinetia）是兰科下的一个属，为附生兰。该属仅有风兰（Neofinetia falcata）一种，分布于日本、朝鲜至中国东部。

## 下属物种
- 风兰 Neofinetia falcata
- 短距风兰 Neofinetia richardsiana
- 西昌风兰 Neofinetia xichangensis